# Diocese de Assis-Nocera Umbra-Gualdo Tadino
A Diocese de Assis-Nocera Umbra-Gualdo Tadino (Dioecesis Assisiensis-Nucerina-Tadinensis) é uma circunscrição eclesiástica da Igreja Católica na Itália, pertencente à Província Eclesiástica da Úmbria e à Conferência Episcopal Italiana, sendo sufragânea da Arquidiocese de Perugia-Città della Pieve.
A Sé episcopal está na Catedral de São Rufino, em Assis.

## Território
A diocese inclui as cidades de Assis, Nocera Umbra e Gualdo Tadino. O território é dividido em 63 paróquias.
Assis é muito conhecida por ser a cidade de São Francisco e  Santa Clara, por isso, na cidade inteira foram construídos vários santuários em sua homenagem. Destes, o principal é a Basílica de Santa Maria dos Anjos, construída por Papa Pio V no modelo da Basílica de São Pedro, sobre a pequena Igreja da Porciúncula, lugar onde São Francisco faleceu e berço dos Franciscanos.
O corpo do santo agora está na Basílica de São Francisco de Assis, cuja primeira pedra foi colocada em 25 de julho 1228 pelo papa Gregório IX e consagrada pelo papa Inocêncio IV; a basílica é composta por três santuários e é uma das primeiras igrejas em estilo Gótico na Itália.

### Outras Igrejas
A Igreja Nova construída sobre a casa onde São Francisco de Assis nasceu pelo  Rei Filipe III de Espanha em 1615.
A Basílica de Santa Clara, construída no século XIII, onde estão as relíquias da Santa, cofundadora, junto com São Francisco de Assis, da Ordem das Clarissas.
O Convento de São Damião, de onde Santa Clara de Assis foi abadessa, fica na parte alta da cidade.

## Historia
A Diocese foi erguida no Século III por São Rufino. Ao longo dos séculos, os bispos da diocese estiveram presentes em vários concílios. 
Em 659 o Papa Martinho I solicitou a presença do Bispo Aqulino em Laterano para combater o Monotelismo. O Bispo Hugo (1036-1050) transferiu a catedral para a Igreja de São Rufino, em Assis. Desde este santo até 2005, cerca de 96 bispos foram titulares da Diocese, mas não se tem registro de todos eles.
Durante a ocupação nazista, o Bispo José Plácido Nicolini protegeu mais de 300 judeus, por isso no Yad Vashem foi homenageado como Justo entre as nações.
Em 30 de setembro de 1986 a diocese foi unida com a de Nocera Umbra-Gualdo Tadino, que já era resultado de uma união em 1915.

## Cronologia dos Bispos do Século XX
Administração local:
- Roque Anselmini † (27 de março 1882-1910)
- Nicolau Cola † (26 de agosto 1910-14 de abril 1940)
- Domingos Ettorre † (1 de julho 1940-1943)
- Contatim Stella † (18 de janeiro 1945-5 de julho 1950, nomeado Arcebispo da Arquidiocese de L'Aquila)
- José Pronti † (1 de janeiro 1951-3 de fevereiro 1974)
- Dino Tomassini † (12 de dezembro 1974-30 de julho 1980)
- Sérgio Goretti (14 de dezembro 1980-30 de setembro 1986 nomeado Bispo de Assis-Nocera Umbra-Gualdo Tadino)

### Bispos de Assis-Nocera Umbra-Gualdo Tadino
- Sérgio Goretti (14 de dezembro 1980- 19 de novembro 2005)
- Domingos Sorrentino (Atual, desde 19 de novembro 2005)